# Vetschau/Spreewald
Vetschau/Spreewald (lenguas sorbias: Wětošow) es una ciudad ubicada en el distrito de Alto Bosque del Spree-Lusacia; en el sur del estado federal de Brandeburgo en Alemania

## Localización geográfica
Vetschau está situado en el sureste del estado federal de Brandeburgo al margen del Spreewald.

## Barrios
- Göritz
- Koßwig
- Laasow
- Missen
- Ogrosen
- Raddusch
- Repten
- Stradow
- Suschow
- Vetschau (ciudad)

## Demografía
- Tendencia poblacional desde 1875 (línea azul: población; línea punteada: comparación con tendencias poblacionales del estado de Brandenburg; fondo gris: tiempo de gobierno Nazi; fondo rojo: tiempo de Gobierno comunista)
- Proyecciones y desarrollo poblacional reciente (Desarrollo poblacional antes del censo del 2011 (línea azul); Desarrollo poblacional reciente de acuerdo al Censo en Alemania del 2011 (línea azul con bordes); Proyecciones oficiales para el período 2005-2030 (línea amarilla); para el período 2017-2030 (línea escarlata); para el período 2020-2030 (línea verde)